# Sao siêu khổng lồ đỏ
Sao siêu khổng lồ đỏ (tiếng Anh: Red supergiant, RSG) là những ngôi sao siêu khổng lồ có lớp độ sáng (lớp Jennkes I) thuộc loại quang phổ K hoặc M. Chúng là những ngôi sao lớn nhất trong vũ trụ về mặt thể tích, mặc dù chúng không phải là khối lượng lớn nhất hoặc phát sáng mạnh nhất. Betelgeuse và Antares là những sao siêu khổng lồ đỏ sáng nhất và nổi tiếng nhất, thực sự là những sao siêu khổng lồ đỏ có cường độ sáng cấp 1 duy nhất.

## Phân loại
Các ngôi sao được phân loại là sao siêu khổng lồ đỏ trên cơ sở lớp độ sáng quang phổ của chúng. Hệ thống này sử dụng các vạch phổ chẩn đoán nhất định để ước tính trọng lực bề mặt của một ngôi sao, do đó xác định kích thước của nó so với khối lượng của nó. Những ngôi sao lớn hơn phát sáng hơn ở một nhiệt độ nhất định và giờ đây có thể được nhóm lại thành các dải có độ sáng khác nhau.
Sự khác biệt về độ sáng giữa các ngôi sao này thể hiện rõ nhất ở nhiệt độ thấp, trong đó các ngôi sao khổng lồ sáng hơn nhiều so với các ngôi sao có trình tự chính. Sao siêu khổng lồ đỏ có trọng lượng bề mặt thấp nhất và do đó lớn nhất và sáng nhất ở một nhiệt độ cụ thể.
Hệ thống phân loại Yerkes hoặc Morgan-Keenan (MK) khá phổ biến. Nó nhóm các sao thành năm nhóm độ sáng chính được chỉ định bằng các chữ số La Mã.